# 蒙彼利埃圣罗克站
蒙彼利埃圣罗克站是法国的一个铁路车站，位于法国南部城市，埃罗省省会蒙彼利埃。

## 位置
蒙彼利埃圣罗克站位于蒙彼利埃市区，老城区东部，距离埃罗省省政府（Préfecture de l'Hérault）直线距离大约1公里，距离蒙彼利埃市政厅（Hôtel de Ville）直线距离大约1.3公里。车站大致呈东北—西南走向，站台位于地面一层，而候车厅和售票厅则位于地面二层，并有自动扶梯相连。该站东、南、西三个方向均有出入口，其中正大门朝西，而南侧的出口位于二层，与车站前的高架桥相连。蒙彼利埃的4条有轨电车线路（Tramway）（1、2、3、4号线）均经过该站，多条公交线也可到达。

## 车站历史
蒙彼利埃圣罗克站原名蒙彼利埃站（Gare de Montpellier），建于1845年，后经多次改建，该站成为了一个现代化的车站。二战时该站受到损毁，后恢复。1977年，由于该站附近街道狭窄，易造成拥堵，其配套的长途汽车站被迁往了郊区。2000年，蒙彼利埃的第一条有轨电车线经过该站，后来修的新线也都交汇于该站。2005年3月31日，蒙彼利埃站正式更名为“蒙彼利埃圣罗克站”（Gare de Montpellier-Saint-Roch）。2014年进行了大规模的翻新。

## 本站可直达城市
| 蒙彼利埃圣罗克站出发可直达的城市 | |
| - 为方便阅读，可到达的城市按照城市法语名的首字母顺序排序。 - 粗体字为法国省会城市，斜体字的城市仅周末或特定时段才能直达。 - 中文名称非官方正式翻译，仅供参考。 | |

蒙彼利埃圣罗克站通达范围示意图（2016年4月）

| 目的地所在大区或国家 | 目的地 |
| 法兰西岛 | 戴高乐机场 · 谢西 · 马西 · 巴黎 |
| 大东部 | 科尔马 · 梅斯 · 米卢斯 · 蒙彼利埃 · 斯特拉斯堡 · 蒂永维尔 |
| 新阿基坦 | 阿让 · 波尔多 · 马尔芒德 |
| 勃艮第-弗朗什-孔泰 | 贝尔福 · 贝桑松 · 索恩河畔沙隆 · 第戎 · 马孔 |
| 布列塔尼 | 雷恩 |
| 中央-卢瓦尔河谷 | 圣皮埃尔德科尔（靠近图尔） |
| 奥克西塔尼 | 阿格德、阿莱斯、阿朗克 · 滨海阿热莱斯 · 巴亚尔格 · 滨海巴纽尔斯 · 巴济耶日 · 博凯尔、贝尔沃泽 · 贝济耶 · 卡尔卡松 · 卡斯泰尔诺达里 · 塞贝尔、沙德内、尚博里戈、沙斯拉代斯 · 科利尤尔 · 库尔桑 · 埃尔讷 · 埃斯卡尔康斯 · 弗龙蒂尼昂 · 加拉尔格勒蒙蒂厄、热诺拉克、皮洛朗堡、拉格朗孔布 · 拉贝日 · 勒卡特 · 莱济尼昂科比耶尔 · 吕内勒 · 吕内勒维耶勒 · 芒迪埃勒 · 马尔塞扬、芒德 · 米罗 · 蒙托邦 · 纳博讷 · 尼姆 · 尼桑莱藏塞吕讷 · 旺德尔港 · 里沃萨尔特 · 圣欧内斯、圣热涅斯德马尔瓜雷斯 · 萨尔斯堡 · 塞特 · 图卢兹 · 于绍 · 瓦莱尔格 · 韦尔热兹 · 维亚斯 · 维克拉加尔迪奥勒 · 洛拉盖自由城、维勒福尔 · 马格洛讷新城 |
| 上法兰西 | 阿拉斯 · 杜埃 · 里尔 · 上皮卡第TGV站 |
| 卢瓦尔河地区 | 昂热 · 南特 · 拉瓦勒 · 勒芒 · 南特 |
| 普罗旺斯-阿尔卑斯-蔚蓝海岸 | 普罗旺斯地区艾克斯 · 昂蒂布 · 阿尔勒 · 阿维尼翁 · 戛纳 · 伊斯特尔 · 莱萨尔克 · 马赛 · 米拉马斯 · 尼斯 · 罗尼亚克 · 圣马丹德克罗 · 圣拉斐尔 · 圣维克托雷 · 塔拉斯孔 · 土伦 · 维特罗勒 |
| 奥弗涅-罗讷-阿尔卑斯 | 里昂 · 瓦朗斯 |
| 西班牙 | 巴塞罗那 · 菲格拉斯 · 赫罗纳 · 马德里 · 波尔沃 · 塔拉戈纳 · 萨拉戈萨 |
| 比利时 | 布鲁塞尔 |
| 卢森堡 | 卢森堡 |
| 1. 2. | |

## 停靠线路
以下列车线路在蒙彼利埃圣罗克站停靠：
| 蒙彼利埃圣罗克站列车线路表                    |               |                          |                                  |                 |
| 线路                                          | 车种          | 上一站                   | 下一站                           | 大致运行频率    |
| 巴黎—贝济耶/佩皮尼昂                          | TGV           | 尼姆                     | 塞特/贝济耶                      | 每天6趟左右     |
| 巴黎/里昂—蒙彼利埃/佩皮尼昂/巴塞罗那          | TGV           | 尼姆                     | （终点）/塞特/贝济耶             | 每天8趟左右     |
| 布鲁塞尔/里尔欧洲/佛兰德—蒙彼利埃/佩皮尼昂    | TGV           | 尼姆                     | （终点）/贝济耶                  | 每天4趟左右     |
| 卢森堡/斯特拉斯堡—蒙彼利埃                    | TGV           | 尼姆                     | （终点）                         | 每天4趟左右     |
| 雷恩—蒙彼利埃                                 | TGV           | 尼姆                     | （终点）                         | 每天1趟         |
| 南特—蒙彼利埃                                 | TGV           | 尼姆                     | （终点）                         | 每天1趟         |
| 图卢兹—里昂                                   | TGV           | 贝济耶/塞特              | 尼姆                             | 每天3趟左右     |
| 马赛—马德里                                   | AVE（Renfe）  | 尼姆                     | 贝济耶                           | 每天1趟         |
| 马恩拉瓦莱—蒙彼利埃                           | Ouigo         | 尼姆                     | （终点）                         | 每天2趟左右     |
| 波尔多/图卢兹—马赛                            | Intercités    | 塞特                     | 尼姆                             | 每天3趟左右     |
| 阿维尼翁/尼姆—蒙彼利埃/佩皮尼昂/塞贝尔/波尔沃 | TER Occitanie | 吕内勒/巴亚尔格/圣欧内斯 | （终点）/马格洛讷新城/弗龙蒂尼昂 | 每天14趟左右    |
| 马赛/蒙彼利埃—纳博讷/佩皮尼昂/塞贝尔/波尔沃   | TER Occitanie | 吕内勒/巴亚尔格/圣欧内斯 | 马格洛讷新城/弗龙蒂尼昂          | 每天6趟左右     |
| 阿维尼翁/尼姆/蒙彼利埃—纳博讷/卡尔卡松/图卢兹 | TER Occitanie | 吕内勒/巴亚尔格/（起点） | 马格洛讷新城/弗龙蒂尼昂          | 每天9趟左右     |
| 纳博讷→芒德                                   | TER Occitanie | 弗龙蒂尼昂               | 巴亚尔格                         | 每天1趟（单向） |
| 1. 2. 3.                                      |               |                          |                                  |                 |

## 配套交通

### 长途汽车
由于蒙彼利埃圣罗克站附近空间狭小，故而该站没有配套的大型汽车站，因此除SNCF外，其余的途径蒙彼利埃的长途汽车线路的上下车地点分布于市区各地，从蒙彼利埃圣罗克站出发均可乘坐有轨电车线路前往。
| 停靠蒙彼利埃的大巴车   |                                | |
| 上下车地点             | 运营单位                       | 主要目的地 |
| 蒙彼利埃圣罗克站西南侧 | SNCF                           | 米约 · 圣阿夫里克（当某条铁路线施工或罢工时，SNCF可能也会提供途径该线路沿途站点的大巴车）                                   |
| Sabines                | Eurolines                      | 巴黎 · 尼斯 · 里昂（可联程中转前往欧洲各地）                                                                                |
| Sabines                | Flixbus （页面存档备份，存于） | 巴黎 · 布尔日 · 克莱蒙费朗 · 圣让德吕兹 · 比亚里茨 · 波城 · 图卢兹 · 波尔多 · 巴塞罗那 · 马赛 · 土伦 · 耶尔 · 尼斯 · 热那亚 |
| Sabines                | Isilines                       | 巴黎 · 奥尔良 · 克莱蒙费朗 · 马赛 · 尼斯 · 里昂 · 塔布 · 波城                                                               |
| Place de France        | Ouibus                         | 巴黎 · 波尔多 · 普罗旺斯艾克斯 · 马赛 · 赫罗纳 · 巴塞罗那 · 图卢兹                                                          |
| 蒙彼利埃市区内各地     | 埃罗省城际客运                 | （埃罗省内主要市镇） |
| 1. 2. 3.               |                                | |

### 城市公共交通
| 蒙彼利埃圣罗克站附近的市内公共交通线路 |                                                     |                                  |
| 公交车站名称                           | 位置                                                | 停靠线路                         |
| Gare Saint-Roch                        | 车站正门西北侧（Rue de Maguelone）                  | 有轨电车1号线 · 2号线            |
| Gare Saint-Roch                        | 车站正门西侧（Rue de la République）                | 有轨电车3号线 · 4号线            |
| Gare Saint-Roch                        | 车站正门西侧附近（Rue Pagezay）（由北向南单向设站） | 6路、7路、11路                   |
| Gare Saint-Roch                        | 车站正门西侧附近（Rue Pagezay）（由南向北单向设站） | 8路、11路、12路                  |
| Gare Saint-Roch (Pont de Sète)         | 车站南门西侧（Rue du Grand Saint-Jean）             | 8路、11路、12路、Amigo（夜班车） |
| Gare Saint-Roch (Pont de Sète)         | 车站南门（Pont de Sète）                            | 8路、11路、12路                  |
| 1.                                     |                                                     |                                  |

### 公共自行车
蒙彼利埃圣罗克站设有公共自行车停靠点。

## 临近车站
| 蒙彼利埃圣罗克站（Gare de Montpellier-Saint-Roch） |                    |                        |
| 上行车站                                           | 线路               | 下行车站               |
| 圣欧内斯站 8.7km ←                                 | 塔拉斯孔－塞特铁路 | 马格洛讷新城站 → 7.4km |